# Sisicus volutasilex
Sisicus volutasilex är en spindelart som beskrevs av Nadine Dupérré och Paquin 2007. Sisicus volutasilex ingår i släktet Sisicus och familjen täckvävarspindlar. Inga underarter finns listade i Catalogue of Life.